# Dendrocerus zhelochovtsevi
Dendrocerus zhelochovtsevi är en stekelart som beskrevs av Alekseev 1979. Dendrocerus zhelochovtsevi ingår i släktet Dendrocerus och familjen trefåresteklar. Inga underarter finns listade i Catalogue of Life.